# Правила надлежащей практики фармаконадзора ЕАЭС
Правила надлежащей практики фармаконадзора Евразийского экономического союза (ЕАЭС) — это нормативный документ, устанавливающий единые требования к организации и проведению фармаконадзора на территории стран-участниц ЕАЭС (Россия, Беларусь, Казахстан, Армения, Киргизия). Эти правила направлены на обеспечение безопасности лекарственных средств после их регистрации и выхода на рынок. Правила регламентируют мониторинг побочных реакций (включая редкие и отсроченные эффекты), оценку соотношения пользы и риска лекарственных препаратов, своевременное внесение изменений в инструкции по применению (например, добавление новых противопоказаний), а также взаимодействие между регуляторами, производителями и медицинскими организациями. Правила надлежащей практики фармаконадзора были приняты в 2016 г., основой для них послужила аналогичная редакция правил фармаконадзора Европейского союза 2014 г. В мае 2022 г. была опубликована, а 6 декабря вступила в силу новая редакция этого документа.
Официальные документы
- Решение Совета Евразийской экономической комиссии от 03.11.2016 N 87 (ред. от 19.05.2022) "Об утверждении Правил надлежащей практики фармаконадзора Евразийского экономического союза"[4]
- Решение Совета Евразийской экономической комиссии от 19.05.2022 N 81 "О внесении изменений в Правила надлежащей практики фармаконадзора Евразийского экономического союза"[5]